# Kigali
Kigali je glavni i najveći grad Ruande te jedna od pet ruandskih provincija. Gospodarsko je, administrativno i kulturno središte države od uspostave neovisnosti 1962. godine.
Osnovan je 1907. za vrijeme njemačke kolonijalne vlasti. Bio je poprištem krvavih sukoba i brojnih zločina tijekom genocida u Ruandi 1994. godine, a gradska je infrastruktura bila većim dijelom razrušena, no do danas je obnovljena uz pomoć međunarodne zajednice.
U gradu su razvijene tekstilna, prehrambena i drvna industrija te obrada kože. U okolici se iskorištavaju ležišta kositra. Kigali je glavno cestovno čvorište Ruande zbog svojeg središnjeg položaja. Ima međunarodnu zračnu luku.
Godine 2002. Kigali je imao 603.049 stanovnika. Procjenjuje se da je stvarni broj stanovnika oko milijuna.

## Zanimljivosti
Hrvatski misionar don Danko Litrić sagradio je rimokatoličku crkvu u čast Mariji Pomoćnici koja je posvećena 2018. godine.

## Gradovi prijatelji
- Kampala, Uganda
- San Bernardino, Kalifornija, SAD

## Vanjske poveznice
- Službena stranica (engl.)(fr.)

### Ostali projekti
|  | Zajednički poslužitelj ima još gradiva o temi Kigali |